# Великоблаговещенский сельский совет (Горностаевский район)
Великоблаговещенский сельский совет (укр. Великоблаговіщенська сільська рада) — входит в состав
Горностаевского района
Херсонской области
Украины.
Административный центр сельского совета находится в 
с. Великая Благовещенка
.

## История
- 1943 — дата образования.

## Населённые пункты совета
- с. Великая Благовещенка
- с. Василевка
- с. Новоелизаветовка